# Bathyplectes cingulatus
Bathyplectes cingulatus är en stekelart som först beskrevs av Carl Gustav Alexander Brischke 1880.  Bathyplectes cingulatus ingår i släktet Bathyplectes och familjen brokparasitsteklar. Inga underarter finns listade.